# Výmola
 (janvier 2016).
Si vous disposez d'ouvrages ou d'articles de référence ou si vous connaissez des sites web de qualité traitant du thème abordé ici, merci de compléter l'article en donnant les références utiles à sa vérifiabilité et en les liant à la section « Notes et références ».
La Výmola est une rivière de Tchéquie de 33 km de long. Elle est un affluent en rive gauche de l'Elbe.